# آجاتار
آجاتار (تلفظ فنلاندی: [ˈɑjɑtɑr]) یا آجاتارا [ˈɑjɑˌtːɑrɑ] یا آیاتار [ˈɑi̯ætær] یا آیجوتار [ˈɑi̯jotɑr]، نامِ یک روح زن شیطانی در فولکلور فنلاندی است.

## شرح
در فولکلور فنلاندی آجاتار یک روح زن شیطانی است.  او در جنگل‌های واقع در کوه‌های Pohjola زندگی می‌کند.  او را به‌صورتی توصیف می‌کنند که «پشت موهایش تا پاشنه‌هایش می‌رسید و سینه‌هایش تا زانو آویزان بود». این شخصیت افسانه‌ای مشابه Skogsnufva سوئدی، «زن دریایی» دانمارکی، یا «فرالین وحشی» در ایفل است. 
آجاتار نوه هیسی (ارباب جنگل‌ها و پخش‌کننده‌ٔ بیماری)  و ارباب لمپو و نوم است.  گفته می‌شود که او از طریق ارتباط با هیسی و لمپو، بیماری و آفت را گسترش می‌دهد. 
او ارتباط نزدیکی با مارها دارد و اغلب در هنر مدرن به عنوان یک اژدها یا شکل نیمه انسان‌نما و مارپیچ به تصویر کشیده می‌شود. 

## در رسانه‌های دیگر

### آثار اقتباسی
اگرچه آجاتار با این نام در آهنگ‌های فولکلور فنلاندی به‌صورت مستند ظاهر نمی‌شود، اما او در داستان‌هایی با الهام از کالوالا و در تفاسیر فانتزی مدرن حضور دارد.

### مراجع مسیحی
در برخی از ترجمه‌های فنلاندی کتاب مقدس، اصطلاح آجاتار برای اشاره به برخی شیاطین به کار می‌رود:
- در لاویان [۱۷.۷] از کتاب مقدس فنلاندی (ویرایش ۱۷۷۶)، شکلی از نام آجاتار (Ajattaroille = به Ajattaras/Ajatars) دیده می‌شود که از او به عنوان یک شیطان (Devil) یا شیطان عمومی (Demon) استفاده می‌شود و نه یک اهریمن مستقل.

### موسیقی
- Ajatar توسط Winter Gardens (2011).
- Ajatar Rising توسط Epic North Music (2013).
- آجاتارا ، یک بلک متال فنلاندی به نام آجاتار.